# Campionatul Mondial de Gimnastică Artistică din 2015

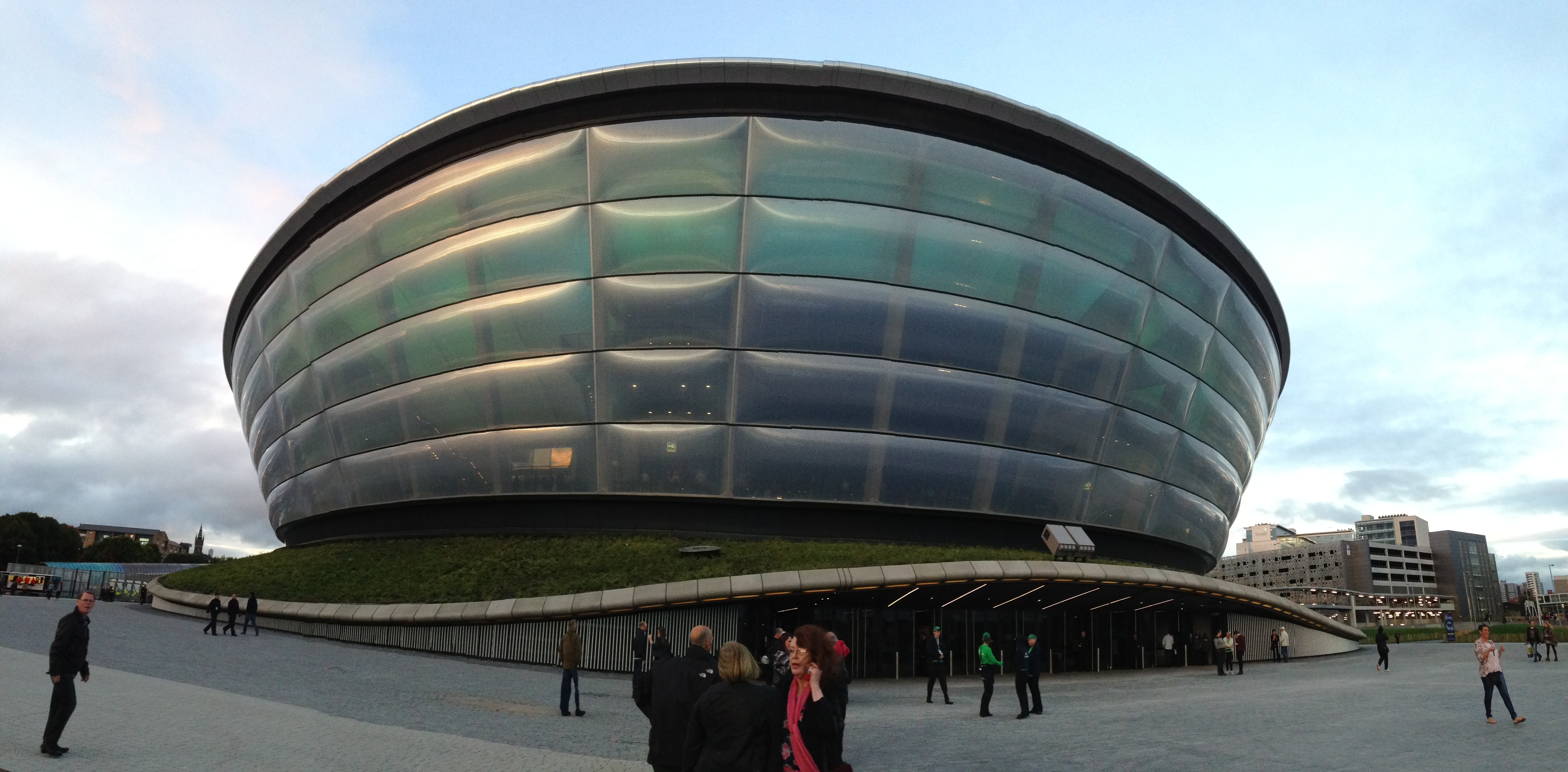
Arena „SSE Hydro”, care găzduiește competiția

Campionatul Mondial de Gimnastică Artistică din 2015 s-a desfășurat în perioada 23 octombrie–1 noiembrie 2015 la Glasgow în Scoția. Rezultatele contează pentru calificarea la Jocurile Olimpice de vară din 2016.

## Program
Toate orele sunt specificate la ora României.
| Dată              | Oră   | Probă                                          |
| ----------------- | ----- | ---------------------------------------------- |
| 23 octombrie 2015 | 10:50 | Calificările feminin (prima zi – dimineața)    |
| 23 octombrie 2015 | 18:05 | Calificările feminin (prima zi – după-amiaza)  |
| 24 octombrie 2015 | 10:50 | Calificările feminin (a 2-a zi - dimineața)    |
| 24 octombrie 2015 | 18:05 | Calificările feminin (a 2-a zi - după-amiaza)  |
| 25 octombrie 2015 | 10:50 | Calificările masculin (prima zi - dimineața)   |
| 25 octombrie 2015 | 18:25 | Calificările masculin (prima zi - după-amiaza) |
| 26 octombrie 2015 | 10:50 | Calificările masculin (a 2-a zi - dimineața)   |
| 26 octombrie 2015 | 18:05 | Calificările masculin (a 2-a zi - după-amiaza) |
| 27 octombrie 2015 | 19:50 | Finala feminină pe echipe                      |
| 28 octombrie 2015 | 19:25 | Finala masculină pe echipe                     |
| 29 octombrie 2015 | 20:10 | Finala feminină individual compus              |
| 30 octombrie 2015 | 19:40 | Finala masculină individual compus             |
| 31 octombrie 2015 | 14:50 | Finala pe aparatele (prima zi)                 |
| 1 noiembrie 2015  | 15:00 | Finala pe aparatele (a 2-a zi)                 |

## Medaliați
| Probă             | Aur                                                                                              | Argint                                                                                        | Bronz                                                                                          |
| Masculin          |                                                                                                  |                                                                                               |                                                                                                |
| Echipe            | Japonia Naoto Hayasaka Ryohei Kato Kazuma Kaya Kenzo Shirai Yusuke Tanaka Kōhei Uchimura         | Marea Britanie Brinn Bevan Daniel Purvis Louis Smith Kristian Thomas Max Whitlock Nile Wilson | China Deng Shudi Lin Chaopan Liu Yang Xiao Ruoteng You Hao Zhang Chenglong                     |
| Individual compus | Kōhei Uchimura (JPN)                                                                             | Manrique Larduet (CUB)                                                                        | Deng Shudi (CHN)                                                                               |
| Sol               | Kenzo Shirai (JPN)                                                                               | Max Whitlock (GBR)                                                                            | Rayderley Zapata (ESP)                                                                         |
| Cal cu mânere     | Max Whitlock (GBR)                                                                               | Louis Smith (GBR)                                                                             | Harutyun Merdinyan (ARM) · Kazuma Kaya (JPN)                                                   |
| Inele             | Eleftherios Petrounias (GRE)                                                                     | You Hao (CHN)                                                                                 | Liu Yang (CHN)                                                                                 |
| Sărituri          | Ri Se-gwang (PRK)                                                                                | Marian Drăgulescu (ROU)                                                                       | Donnell Whittenburg (USA)                                                                      |
| Paralele          | You Hao (CHN)                                                                                    | Oleh Verneaiev (UKR)                                                                          | Oleg Stepko (AZE) · Deng Shudi (CHN)                                                           |
| Bară fixă         | Kōhei Uchimura (JPN)                                                                             | Danell Leyva (USA)                                                                            | Manrique Larduet (CUB)                                                                         |
| Feminin           |                                                                                                  |                                                                                               |                                                                                                |
| Echipe            | Statele Unite Maggie Nichols Simone Biles Gabby Douglas Aly Raisman Madison Kocian Brenna Dowell | China Shang Chunsong Wang Yan Tan Jiaxin Fan Yilin Mao Yi Chen Siyi                           | Marea Britanie Ellie Downie Claudia Fragapane Amy Tinkler Becky Downie Ruby Harrold Kelly Simm |
| Individual compus | Simone Biles (USA)                                                                               | Gabby Douglas (USA)                                                                           | Larisa Iordache (ROU)                                                                          |
| Sărituri          | Maria Paseka (RUS)                                                                               | Hong Un-jong (PRK)                                                                            | Simone Biles (USA)                                                                             |
| Paralele inegale  | Fan Yilin (CHN) · Viktoria Komova (RUS) · Daria Spiridonova (RUS) · Madison Kocian (USA)         | N/A                                                                                           | N/A                                                                                            |
| Bârnă             | Simone Biles (USA)                                                                               | Sanne Wevers (NED)                                                                            | Pauline Schaefer (GER)                                                                         |
| Sol               | Simone Biles (USA)                                                                               | Ksenia Afanasyeva (RUS)                                                                       | Maggie Nichols (USA)                                                                           |

## Clasament pe medalii
| Loc   | Țară                       | Aur | Argint | Bronz | Total |
| ----- | -------------------------- | --- | ------ | ----- | ----- |
| 1     | Statele Unite ale Americii | 5   | 2      | 3     | 10    |
| 2     | Japonia                    | 4   | 0      | 1     | 5     |
| 3     | Rusia                      | 3   | 1      | 0     | 4     |
| 4     | China                      | 2   | 2      | 4     | 8     |
| 5     | Marea Britanie             | 1   | 3      | 1     | 5     |
| 6     | Coreea de Nord             | 1   | 1      | 0     | 2     |
| 7     | Grecia                     | 1   | 0      | 0     | 1     |
| 8     | România                    | 0   | 1      | 1     | 2     |
| 8     | Cuba                       | 0   | 1      | 1     | 2     |
| 10    | Țările de Jos              | 0   | 1      | 0     | 1     |
| 10    | Ucraina                    | 0   | 1      | 0     | 1     |
| 12    | Spania                     | 0   | 0      | 1     | 1     |
| 12    | Armenia                    | 0   | 0      | 1     | 1     |
| 12    | Azerbaidjan                | 0   | 0      | 1     | 1     |
| 12    | Germania                   | 0   | 0      | 1     | 1     |
| Total | Total                      | 16  | 13     | 14    | 45    |

## Legături externe
- en  2015worldgymnastics.com, site-ul oficial